# Gymnopais andrei
Gymnopais andrei är en tvåvingeart som beskrevs av Vorobets 1984. Gymnopais andrei ingår i släktet Gymnopais och familjen knott. Inga underarter finns listade i Catalogue of Life.